# Universidade Nacional da Somália
A Universidade Nacional da Somália (SNU) (em somali: Jaamacada Ummada Soomaaliyeed; em árabe: الجامعة الوطنية الصومالية) foi uma universidade pública nacional em Mogadíscio, capital da Somália. Seus fundamentos do campus estavam localizados a quatro quilômetros do Aeroporto Internacional de Mogadíscio. Em novembro de 2013, o Conselho de Ministros aprovou por unanimidade um plano do governo federal para reabrir a universidade.

## História
A Universidade Nacional da Somália foi criada em 1954. Seus principais campus universitários situavam-se a cerca de quatro quilômetros do centro da cidade. Aqui, durante os primeiros 30 anos da instituição, o campus principal era conhecido como Jaamacada Gaheyr ("University Gaheyr "). Em 1973, sob o Conselho Supremo da Revolução (SRC), os programas e as instalações foram ampliados. A universidade se desenvolveu ao longo dos próximos vinte anos em uma instituição de ensino superior expansiva, com 13 departamentos, 700 funcionários e mais de 15.000 alunos.
Sob o governo revolucionário da Somália, o Ministério do Ensino Superior e da Cultura estabeleceu centros de pesquisa em várias cidades, com o objetivo de desenvolver as economias regionais. Estes centros de aprendizagem foram destinados para funcionários de ministérios como o Ministério da Agricultura e do Ministério da Pecuária e Manejo Florestal. Pessoal qualificado e experiente, formados a partir desses centros.
Devido aos grandes danos às suas instalações, bem como a dificuldade de realização de aulas e aquisição de livros e outras necessidades, na sequência da guerra civil no início de 1990, as aulas na universidade foram suspensas por tempo indeterminado.

### Língua de ensino
O italiano era a língua principal de instrução da Universidade Nacional da Somália. O Campus principal da universidade estava situado em Mogadíscio, onde os habitantes já estavam familiarizados com a língua italiana. De 1973 em diante, as línguas somali e inglês foram introduzidas como línguas de instrução. Todos os programas passaram a ser ministrados em inglês . Em todo o país, havia programas em língua somali administrados pelo Ministério da Cultura e do Ensino Superior, o ministério do governo responsável pela instrução escolar.
Em 14 de novembro de 2013, o Conselho de Ministros aprovou por unanimidade um plano do governo federal para reabrir a Universidade Nacional da Somália. A iniciativa prevê reformas de até 3.600 mil dólares USD.